# Come and Get It (chanson de Badfinger)
Pour les articles homonymes, voir Come and Get It.
Singles de Badfinger
Dear Angie / No Escaping Your Love (The Iveys)
(1969) No Matter What / Better Days
(1970)
Pistes inédites de Anthology 3
Mailman, Bring Me No More Blues Ain't She Sweet
Come and Get It est une chanson composée et produite par Paul McCartney, elle fut offerte au groupe Badfinger pour servir de thème pour le film The Magic Christian, mettant en vedette Peter Sellers et Ringo Starr. Une démo sera enregistrée par son auteur jouant tous les instruments et sera incluse sur l'album des Beatles Anthology 3 en 1996.

## Version des Beatles
Paul McCartney a enregistré cette démo en solo le 24 juillet 1969, lorsqu'il est arrivé en avance pour une séance d'enregistrement des Beatles pour l'album Abbey Road. Il chante et joue du piano lors de la première prise, chante à nouveau et joue des maracas lors de la seconde prise, la batterie est enregistrée en troisième et la basse a été ajoutée en dernier. Il a fallu moins d'une heure pour terminer le tout. Comparativement à la version réenregistrée par Badfinger, les plus grandes différences sont un tempo un peu plus lent, une tonalité légèrement supérieure sur la démo de McCartney et l'utilisation d'harmonies en trois parties sur le single du groupe. Même si McCartney était le seul Beatle à jouer sur la chanson, après être apparue sur divers disques pirates, elle a été officiellement publiée en tant que chanson des Beatles sur l’album compilation Anthology 3 en 1996 et en version remastérisée sur la version super de luxe de la réédition du 50e anniversaire de l'album Abbey Road en 2019. Dans son livre Revolution in the Head, Ian MacDonald l'a décrit comme « de loin le meilleur enregistrement inédit des Beatles ».

## Version de Badfinger
Le 2 août 1969, McCartney a présenté sa démo au groupe Badfinger (alors appelé les Iveys) en leur disant: « Ok, ça doit être exactement comme cette démo ». Puisqu'il avait un contrat pour fournir trois chansons pour le film The Magic Christian, il a pu exiger cette condition en promettant ensuite de produire les deux autres pièces originales du groupe.
McCartney a auditionné chacun des quatre musiciens pour le chant sur Come and Get It. En fin de compte, il a choisi son compatriote de Liverpool Tom Evans, au détriment des trois Gallois, Pete Ham, Ron Griffiths et Mike Gibbins.
Le single est sorti sur Apple Records le 5 décembre 1969 au Royaume-Uni, mais que le 12 janvier 1970 aux États-Unis. Come and Get It a été un succès pour le groupe, atteignant le 7e rang aux Etats-Unis et le 4e au Royaume-Uni. C'était le thème d'ouverture du film et était également entendu pendant le générique final, cette fois avec un arrangement de cordes supplémentaire. La pochette britannique du single montre un montage kaléidoscopique des quatre membres de Badfinger qu'on entend sur la chanson, bien que le bassiste Ron Griffiths ait déjà quitté le groupe avant la sortie du single. La chanson se retrouve aussi sur l'album du film, jouée par Badfinger, et dans une courte version a cappella par un chœur. Cette dernière et la moitié des autres pistes de l'album sont des pièces musicales écrites ou orchestrées par Ken Thorne, celui-là même qui a écrit et arrangé la musique du film Help! des Beatles en 1965. Elle se retrouve aussi, avec Carry On Till Tomorrow et Rock of All Ages, les deux autres chansons du groupe entendues dans le film, sur leur album Magic Christian Music.
En 1978, une nouvelle mouture du groupe de Badfinger a ré-enregistré la chanson pour le label K-tel (en), avec Evans encore une fois au chant. Ceci a servi à fournir une maquette à présenter à Elektra Records, ce qui les a amenés à enregistrer l'album Airwaves en 1979.

## Personnel

### Démo de Paul McCartney
- Paul : Chant, piano, basse, maracas, batterie

### Badfinger
- Tom Evans – chant, maracas
- Pete Ham – chœurs, piano
- Ron Griffiths – chœurs, basse
- Mike Gibbins – batterie
- Paul McCartney – tambourin, production
- Tony Clark – ingénieur